# 6Х4
Изделие 6Х4 — общевойсковой штык-нож, принятый на вооружение ВС СССР для использования с автоматами АКМ и АК74. Разработан на основе штык-ножа 6Х3; основные изменения были внесены в конструкцию ножен и форму рукояти. Выпускали на Тульском оружейном и Ижевском механическом заводах, пока ему на смену не пришёл штык-нож 6Х5 к автоматам АК74 и АН-94. Будучи элементом комплекта поставки автомата АКМ, он экспортировался в различные страны, кроме того, в виде копий его производили в Болгарии, ГДР, Египте, Ираке, Иране, Китае, Польше, Румынии, Югославии.

## Конструкционные особенности
Конструкция клинковой части совпадает с таковой для штык-ножа 6Х3, одностороннее лезвие с 2-лезвийным боевым концом, который имеет вогнутую, со стороны обуха, режущую кромку. На обухе предусмотрена насечка, которая позволяет использовать нож для перепиливания стальных прутьев. Передняя часть клинка снабжена отверстием. Рукоять — пластмассовая, в отличие от рукояти ножа 6Х3, имеет стальную голову. Крепление к оружию осуществляют посредством кольца на крестовине для надевания на автоматный ствол и Т-образного паза с подпружиненным фиксатором в голове рукояти ножа. Примыкают лезвием вверх к специальному упору под стволом в нижней части газовой камеры автомата.
Ножны изготавливали из стали, почти по всей длине — закрыты пластмассой и снабжены овальным штифтом для совместного использования вместе с ножом при перекусывании проводов или колючей проволоки под напряжением.

## Тактико-технические параметры
| Параметр                      | Значение |
| ----------------------------- | -------- |
| Общая длина, мм               | 270      |
| Длина клинка, мм              | 150      |
| Ширина клинка, мм             | 30       |
| Толщина клинка, мм            | 3,5      |
| Внутренний диаметр кольца, мм | 17,6     |
| Вес, г                        | 300      |

## Фотогалерея

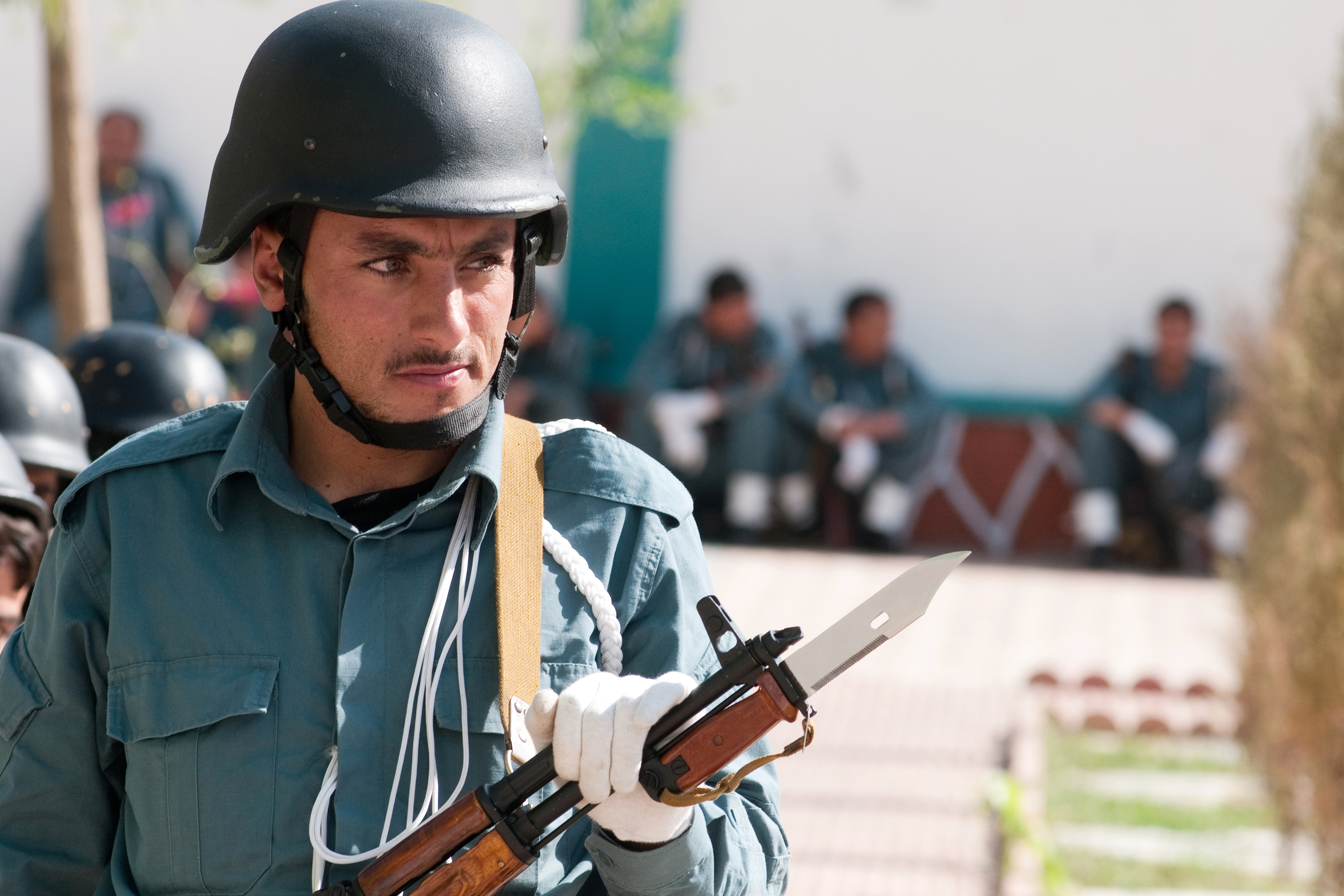
Клинковый штык-нож 6Х4 примкнут к оружию
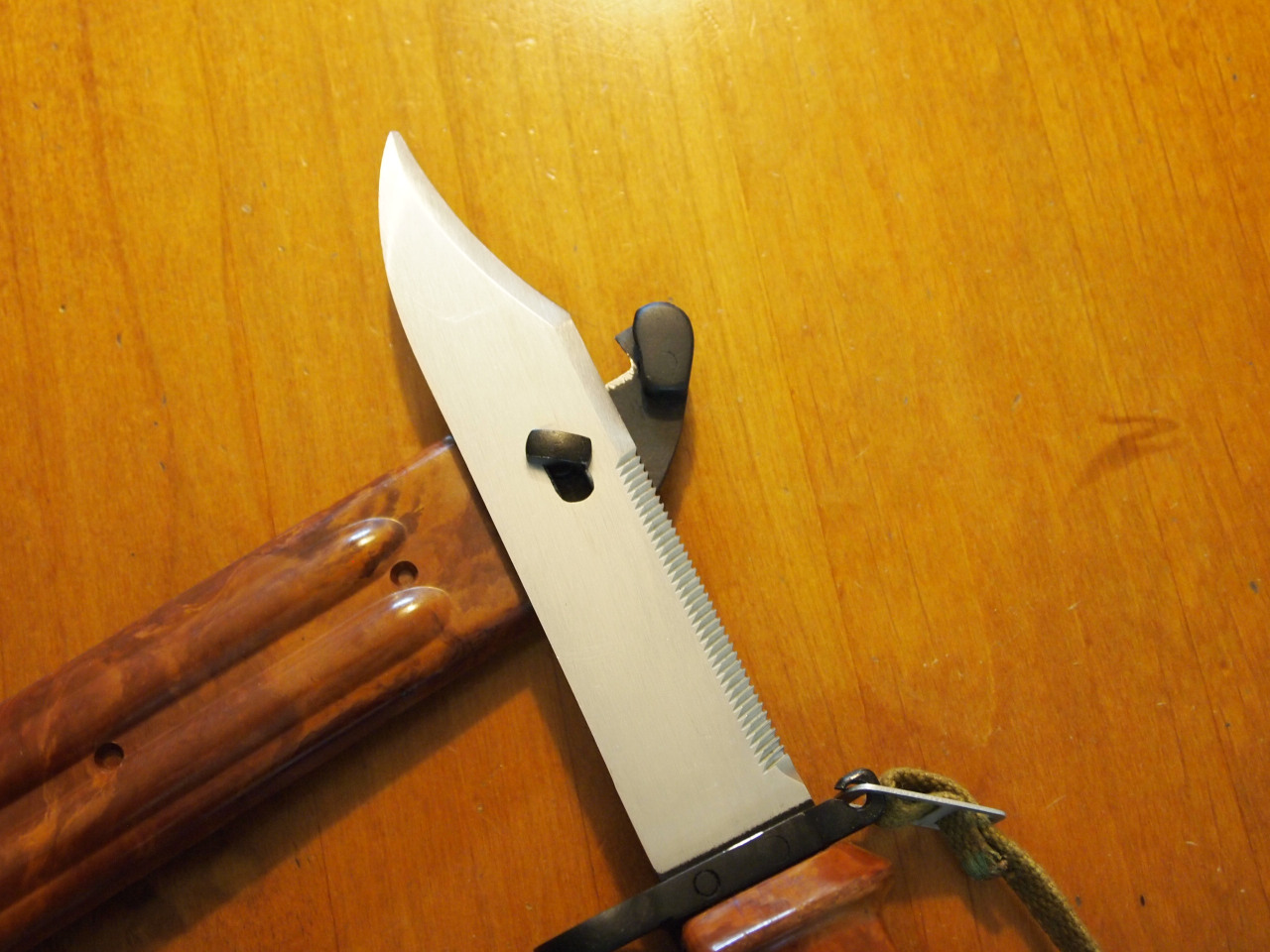
Использование ножен вместе со штык-ножом при перекусывании
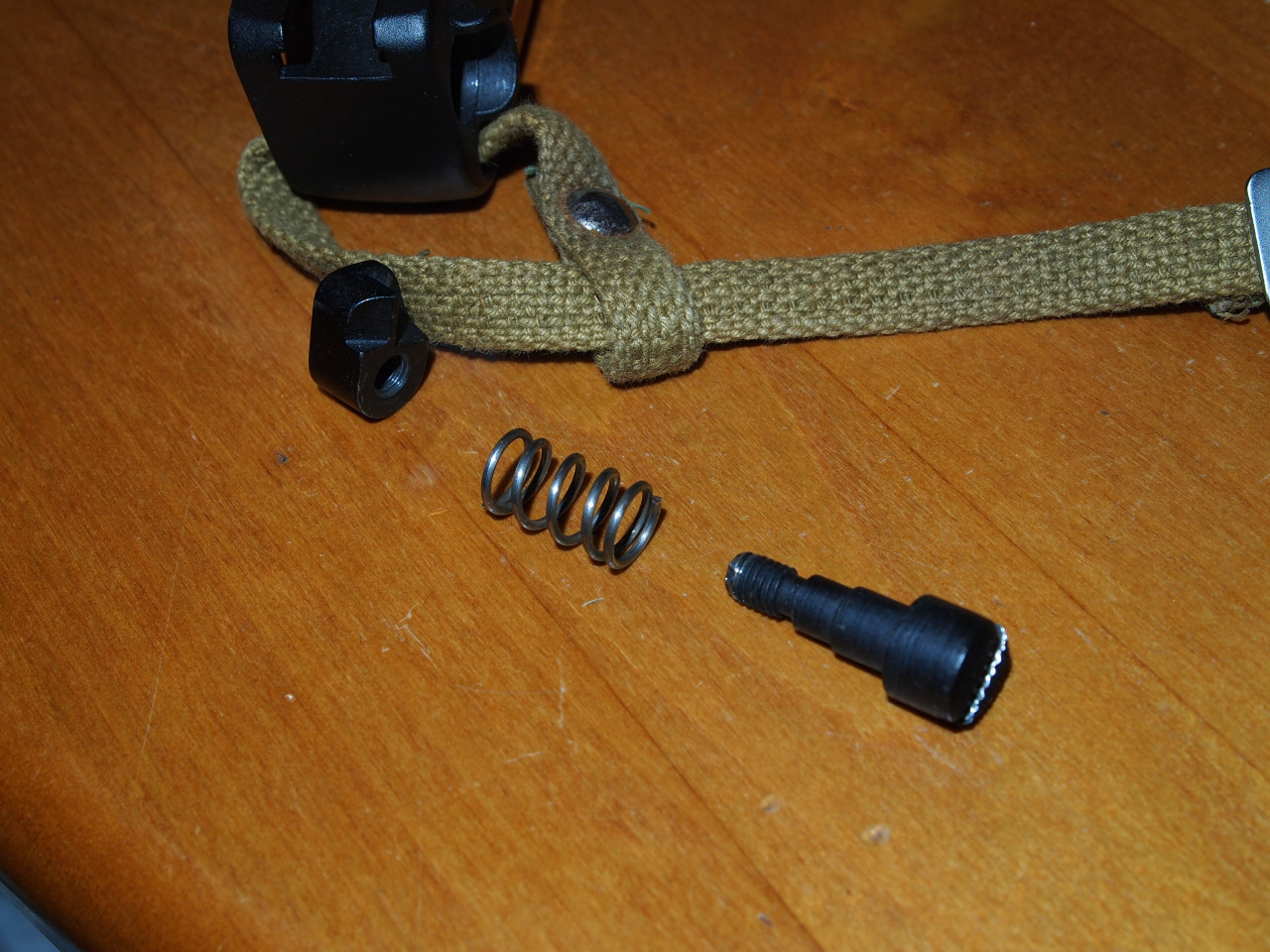
Подпружиненный фиксатор и голова рукояти штык-ножа
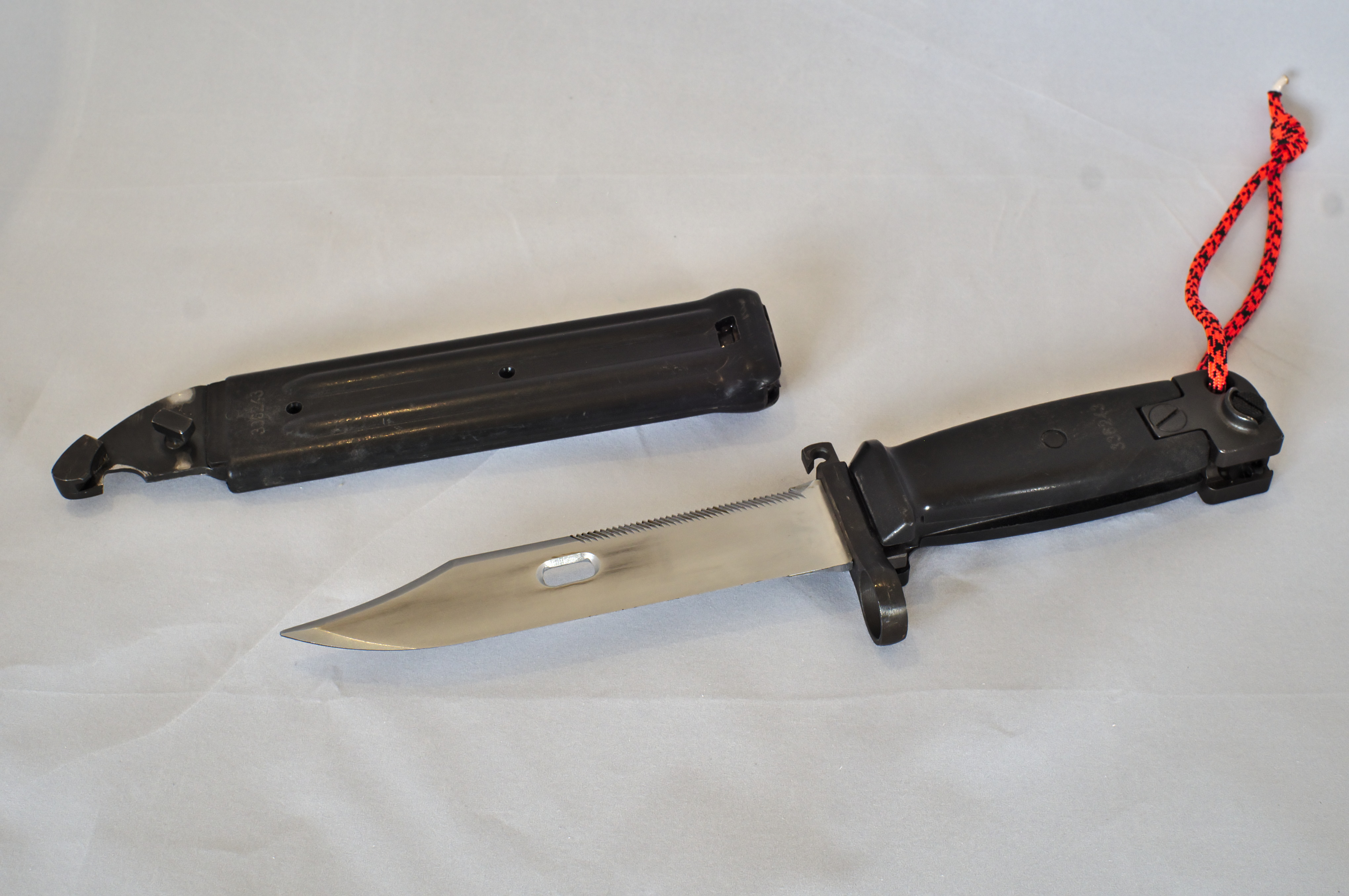
6Х4 чёрного цвета